# Ali al-Asghar
Abdullah Ali al-Asghar ibn Husayn (arabiska: عَبْد ٱللَّٰه عَلِيّ ٱلْأَصْغَر ٱبْن ٱلْحُسَيْن) känd som Ali Asghar, född 14 april 680, död 10 oktober 680, var den yngste sonen till den tredje shiaimamen Husayn ibn Ali. Ali Asghar, som föddes i Medina den 10 rajab år 60 AH, dödades i Slaget vid Karbala den 10 muharram år 61 AH vid sex månaders ålder. Under Slaget vid Karbala sköt Harmala ibn Kahil en treuddig pil mot Ali Asghar och träffade hans strupe så att han dog, i famnen på Husayn ibn Ali som hade talat till Yazid I:s armé och vädjat dem om att ge vatten till hans spädbarn.